# Salmijärvi (Gällivare socken, Lappland, 748089-172450)
Salmijärvi är en sjö i Gällivare kommun i Lappland och ingår i Kalixälvens huvudavrinningsområde.